# Danyang (Chiny)
Danyang (chiń. 丹阳; pinyin Dānyáng) – miasto na prawach powiatu we wschodnich Chinach, w prowincji Jiangsu, w prefekturze miejskiej Zhenjiang. W 1999 roku liczba mieszkańców miasta wynosiła 800 879.